# Guberniany Etap Wołyński
Guberniany Etap Wołyński – okręg etapowy Wojska Polskiego funkcjonujący w okresie wojny polsko-bolszewickiej.

## Formowanie i zmiany organizacyjne
W celu usprawnienia kierowania polskimi formacjami i urządzeniami etapowymi na terytorium prawobrzeżnej Ukrainy utworzono Dowództwo Etapów Wojsk Polskich na Ukrainie z siedzibą w Winnicy. Jego zadaniem było zabezpieczenie tyłów wojsk polskich operujących na Ukrainie, eksploatacja obszaru Ukrainy, zapewnienie bezpieczeństwa linii komunikacyjnych, współpraca z władzami URL i pomoc w formowaniu armii ukraińskiej.
Resztę obszaru Ukrainy prawobrzeżnej podzielono na trzy Dowództwa Gubernialne Etapów: Kijowskie z siedzibą w Kijowie, Podolskie z siedzibą w Barze i Wołyńskie z siedzibą w Żytomierzu obejmujące części powiatów Owrucz i Żytomierz. Wszystkie DGE podlegały Dowództwu Etapów Wojsk Polskich na Ukrainie. 
Na dowódcę wyznaczony został płk Bronisław Siedlnicki

## Struktura organizacyjna
Struktura na dzień 3 czerwca 1920
| Batalion                     | Miejsce postoju |
| ---------------------------- | --------------- |
| VI Lubelski batalion etapowy | Korosteń        |
| V Lwowski batalion etapowy   | Żytomierz       |